# 托帕茲 (加利福尼亞州)
托帕茲（英語：Topaz）是位於美國加利福尼亞州莫諾縣的一個人口普查指定地區。

## 地理
托帕茲的座標為38°36′40″N 119°31′08″W / 38.61111°N 119.51889°W，而該地最高點為海拔高度1534米（即5033英尺）。

## 人口
根據2010年美國人口普查的數據，托帕茲的面積為11.314平方千米，當中陸地面積為7.954平方千米，而水域面積為3.360平方千米。當地共有人口50人，而人口密度為每平方千米4人。